# La La La (Naughty-Boy-Lied)
La La La ist ein Lied des britischen Singer-Songwriters Naughty Boy aus dem Jahr 2013, in Zusammenarbeit mit dem britischen nichtbinären Popsänger Sam Smith.

## Entstehung und Veröffentlichung
Das Lied wurde von den beiden Interpreten, zusammen mit den Koautoren Jonnie Coffer, Al-Hakam El Kaubaisy, Frobisher Mbabazi, James Murray, James Napier und Mustafa Omer, getextet beziehungsweise komponiert. Die Erstveröffentlichung von La La La erfolgte als Single am 17. Mai 2013 bei Virgin Records. Am 23. August 2013 erschien es als Teil von Naughty Boys Debütalbum Hotel Cabana.

## Inhalt
Im Lied geht es um das lyrische Ich, das seinen Umgang in einer toxischen Beziehung beschreibt. Im Refrain meint es, es halte seine Ohren zu wie ein Kind, weil die Worte des Gegenübers nichts bedeuten, singe er „La, La, La“. Es drehe laut auf, wenn es spreche, denn wenn sein Herz es nicht stoppen könne, dann fände es einen Weg, sein Gelaber abzublocken, es singe erneut „La, La, La“. („I'm covering my ears like a kid, when your words mean nothing, I go, „La, La, La“. I'm turning up the volume when you speak. Cause if my heart can't stop it, I'll find a way to block it, I go.“).

## Musikvideo
Das dazugehörige Musikvideo verzeichnet aktuell auf der Videoplattform YouTube über 1,2 Milliarden Aufrufe.

## Kommerzieller Erfolg

### Chartplatzierungen
| ChartsChartplatzierungen       | Höchstplatzierung | Wochen |
| ------------------------------ | ----------------- | ------ |
| Deutschland (GfK)              | 2 (48 Wo.)        | 48     |
| Österreich (Ö3)                | 3 (34 Wo.)        | 34     |
| Schweiz (IFPI)                 | 2 (42 Wo.)        | 42     |
| Vereinigte Staaten (Billboard) | 19 (20 Wo.)       | 20     |
| Vereinigtes Königreich (OCC)   | 1 (… Wo.)         | …      |

| ChartsJahrescharts (2013)    | Platzierung |
| ---------------------------- | ----------- |
| Deutschland (GfK)            | 10          |
| Österreich (Ö3)              | 27          |
| Schweiz (IFPI)               | 19          |
| Vereinigtes Königreich (OCC) | 5           |

| ChartsJahrescharts (2014)      | Platzierung |
| ------------------------------ | ----------- |
| Vereinigte Staaten (Billboard) | 82          |

### Auszeichnungen für Musikverkäufe
| Land/Region                  | Auszeichnungen für Musikverkäufe (Land/Region, Auszeichnung, Verkäufe) | Verkäufe  |
| ---------------------------- | ---------------------------------------------------------------------- | --------- |
| Australien (ARIA)            | 2× Platin                                                              | 140.000   |
| Belgien (BRMA)               | Gold                                                                   | 15.000    |
| Brasilien (PMB)              | 2× Platin                                                              | 120.000   |
| Dänemark (IFPI)              | Gold                                                                   | 15.000    |
| Deutschland (BVMI)           | 3× Gold                                                                | 450.000   |
| Finnland (IFPI)              | —                                                                      | 19.406    |
| Frankreich (SNEP)            | —                                                                      | 61.500    |
| Griechenland (IFPI)          | Gold                                                                   | 10.000    |
| Italien (FIMI)               | 2× Platin                                                              | 60.000    |
| Kanada (MC)                  | Gold                                                                   | 40.000    |
| Neuseeland (RMNZ)            | 3× Platin                                                              | 90.000    |
| Österreich (IFPI)            | Platin                                                                 | 30.000    |
| Portugal (AFP)               | Platin                                                                 | 10.000    |
| Schweden (IFPI)              | 3× Platin                                                              | 120.000   |
| Schweiz (IFPI)               | Platin                                                                 | 30.000    |
| Spanien (Promusicae)         | Platin                                                                 | 60.000    |
| Vereinigte Staaten (RIAA)    | 2× Platin                                                              | 2.000.000 |
| Vereinigtes Königreich (BPI) | 3× Platin                                                              | 1.800.000 |
| Insgesamt                    | 5× Gold · 22× Platin ·                                                 | 5.070.906 |

Hauptartikel: Sam Smith/Auszeichnungen für Musikverkäufe

### Auszeichnungen für Musikstreaming
| Land/Region          | Auszeichnungen für Musikverkäufe (Land/Region, Auszeichnung, Verkäufe) | Verkäufe   |
| -------------------- | ---------------------------------------------------------------------- | ---------- |
| Dänemark (IFPI)      | 4× Platin                                                              | 7.200.000  |
| Spanien (Promusicae) | Gold                                                                   | 4.000.000  |
| Insgesamt            | 1× Gold · 4× Platin ·                                                  | 11.200.000 |